# Føllenslev
Føllenslev er en by i Nordvestsjælland med 342 indbyggere  (2024), beliggende 3 km syd for Havnsø, 10 km nord for Svebølle, 25 km vest for Holbæk og 21 km øst for Kalundborg. Byen hører til Kalundborg Kommune og ligger i Region Sjælland. I 1970-2007 hørte byen til Bjergsted Kommune. som havde kommunesæde i Svebølle.
Føllenslev hører til Føllenslev Sogn. Føllenslev Kirke ligger i byen.

## Faciliteter
- Firhøjskolen knap 1 km øst for byen har 223 elever, fordelt på 0.-9. klassetrin, hovedsagelig i ét spor, samt 29 lærere. Skolens distrikt omfatter også Snertinge, Eskebjerg og Havnsø.[2]
- Føllenslev Særslev IF (stiftet 1965) tilbyder fodbold, gymnastik, badminton, karate og håndbold.[3]
- Kulturhus Gimle (det tidligere forsamlingshus fra 1943) har siden 1990 præsenteret musik, børne- og voksenteater, dokumentarfilm, cirkus, danseskoler, kulturdialoger og andre kulturaktiviteter.[4]

## Historie
I 1898 beskrives Føllenslev således: "Følleslev (gml. Form Fyølenz- og Fiælenzløf) med Kirke, Præstegd., Skole, Sparekasse (opr. 4/11 1871...Antal af Konti 102) og Andelsmejeri;" Mejeriet hed Egehøj. Målebordsbladene fra både 1800-tallet og 1900-tallet bruger stavemåden Fölleslev.

### Stationsbyen
Føllenslev havde station på Hørve-Værslev Jernbane (1918-56). I banens tid fik byen også forskole (fra 1918), bibliotek (fra 1937), missionshus, idrætsanlæg, et andelsmejeri mere (Ballebjerg) og kølehus (fra 1953).
Føllenslev Station var vigtig for banen, fordi Føllenslev havde et godt opland med veje i alle retninger, bl.a. til Havnsø, hvorfra der i 1931 blev etableret færgefart til Sejerø. Året efter fik banen koncession på en busrute Havnsø-Føllenslev og bortforpagtede den til en lokal vognmand. Nu kunne banen sælge direkte billetter og indskrive gennemgående gods til Sejerø. Banen havde opført en postbygning ved siden af stationsbygningen og udlejet den til Postvæsenet, som havde postmester her. Så Føllenslev blev i resten af banens levetid knudepunkt for trafikken med post, gods og passagerer til Havnsø, Sejerø og Nekselø.
Efter banens lukning blev posthuset indtil 1970 kommunekontor i Føllenslev-Særslev sognekommune. Posthuset og stationens hovedbygning og varehus er bevaret på Gl. Stationsvej som hhv. nr. 4, 6 og 8.

### Genforeningssten
I den private præstegårdshave på Byvej 16 står en sten, der blev afsløret 25. juli 1920 (årsdagen for slaget ved Isted) til minde om Genforeningen i 1920.

### Folketal
| 1921 | 1925 | 1930 | 1940 | 1945 | 1950 | 1955 | 1960 | 1965 |
| ---- | ---- | ---- | ---- | ---- | ---- | ---- | ---- | ---- |
| 247  | 261  | 234  | 305  | 332  | 335  | 380  | 337  | 348  |